# Perry Green
Perry Green est un hameau situé dans le Hertfordshire, en Angleterre, près de Much Hadham. 

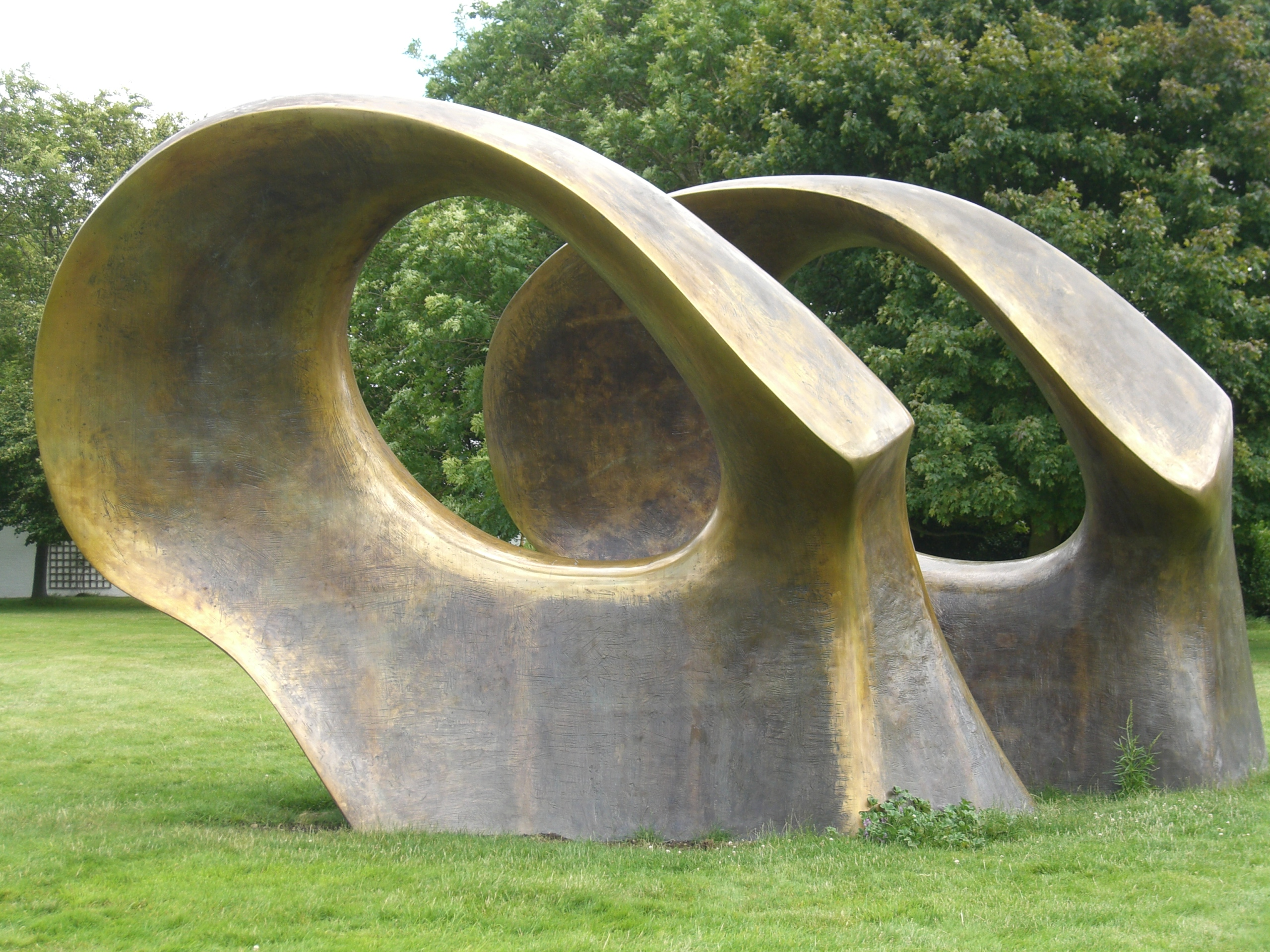
Double Oval par Henry Moore

Le sculpteur Henry Moore s'y installe en 1941. Sa résidence, Hoglands, fait désormais partie d'un jardin de sculptures présentant son travail, géré par la Fondation Henry Moore. 